# Altenahr
Altenahr település Németországban, Rajna-vidék-Pfalz tartományban. Lakosainak száma 1490 fő (2023. december 31.).

## Népesség
A település népességének változása:
| Lakosok száma | 1979 | 1893 | 1869 | 1870 | 1592 | 1492 | 1490 |
|               | 1975 | 2015 | 2017 | 2019 | 2021 | 2022 | 2023 |